# Никола II од Светог Омера
Никола II од Светог Омера био је господар половине Тебе у франачкој Грчкој од 1258. до своје смрти 1294. године. Из своја два брака постао је један од најбогатијих и најмоћнијих барона свог времена, саградивши замак у Теби, као и дворац Наварино. Он је такође служио као баил Кнежевине Ахаје у име Напуљских Анжујаца између 1287. и 1289. године.

## Живот
Никола је био син барона Беле од Светог Омера и баронесе Боне де ла Рош, сестре господара Атине и Тебе, војводе Гија I де ла Роша. Након склапања њиховог брака, 1240. године, војвода Гај I је дао барону Бели власт над половином Тебе.
Заједно са својом браћом, Отом и Јованом, учествовао је у Рату за наследство Еубеје као члан коалиције већине принчева франачке Грчке, који су се супротстављали експанзионистичкој политици кнеза од Ахаје, Вилијама II од Вилардуена. Краљ Карло I Напуљски га је 1273. године, послао као свог изасланика на бугарске и српске дворове, али је убрзо пао у немилост краља Карла I, па је био принуђен да размени своје поседе у Мореји са другима на Сицилији, под непосредном Карловом контролом. Његов положај и домени су враћени тек након смрти краља Карла I 1285. године. Током тог времена, барон Никола II је често боравио у Италији, где је краљ Карло I користио њега и друге гостујуће Морејце бароне као саветнике о пословима Кнежевине.
Године 1287., напуљски намесник Роберт од Артоа га је именовао за гувернера Анжујаца (баили) у Кнежевини Ахаји, у наследству војводе Вилијама I Атинског, који је управо умро и чији је наследник војвода Гај II. био још увек малолетан. У то време, барон Никола је био други најбогатији и најутицајнији барон који је живео на латинском истоку после војводе Гаја II. Наставио је Вилијамову политику утврђивања Месеније и саградио замак у Наварину и мању тврђаву у Маниатохорију код Модона. Његов режим је остао упамћен по миру и просперитету: према Морејској хроници, „владао је племенито и мудро, и држао земљу у миру“. Наследио га је 1289. године, барон Воштице Ги де Шарпињи.
Барон Никола II се женио два пута, оба пута за богате наследнице. Његова прва жена била је Марија Антиохијска, ћерка кнеза Боемунда VI Антиохијског, а друга, око. 1280, била је Ана, ћерка деспота Михаила II Комнина Дуке и удовица кнеза Вилијама II Вилардуена. Уз финансијску помоћ баронесе Марије Антиохијске, барон Никола II је саградио замак Светог Омера (на грчком Σανταμερι, Сантамери) у Кадмеји, древном акропољу Тебе, који је у Морејској хроници много хваљен као најјачи и најлепши у Грчкој. Био је богато опремљен и украшен фрескама које приказују подвиге његових предака у Светој земљи. Данас је опстала само кула. Ана је, с друге стране, као кнегиња - удовица, донела са собом знатну имовину, укључујући замкове Каламата и Члемоутси, који су, према А. Бону, обухватали „неке од најплоднијих земаља и најјачу тврђаву у Мореји“. То је забринуло краља Карла I, који није желео да уступи ове територије већ веома моћном и богатом поданику; у том случају, они су у септембру 1281. године, размењени са половином домена недавно преминулог Леонарда од Веролија, укључујући имања у Мореји (у Елиди и Месенији) и Италији.
Оба његова брака су била без деце, а након његове смрти 1294. године, наследио га је млађи брат Отон.